# Tri Nations (Rugby League)
Die Rugby League Tri Nations waren ein Turnier der Sportart Rugby League, in dem von 1999 bis 2006 die drei besten Nationalmannschaften gegeneinander antreten: Australien, Neuseeland und Großbritannien. Zunächst spielte jede Mannschaft gegen die beiden anderen (seit 2004 mit Hin- und Rückspiel), wobei zwei Punkte für einen Sieg und ein Punkt für ein Unentschieden verliehen wurden. Im Finale der beiden Punktbesten wurde daraufhin der Turniersieger ermittelt. Nachfolger der Tri Nations ist das 2009 eingeführte Four Nations.

## Bisherige Sieger
| Jahr | Gastgeber                 | Sieger     | Ergebnis | Finalgegner            |
| ---- | ------------------------- | ---------- | -------- | ---------------------- |
| 1999 | Australien und Neuseeland | Australien | 22-20    | Neuseeland             |
| 2004 | Großbritannien            | Australien | 44-4     | Vereinigtes Königreich |
| 2005 | alle drei Länder          | Neuseeland | 24-0     | Australien             |
| 2006 | Australien und Neuseeland | Australien | 16-12    | Neuseeland             |